# The Misadventures of a Claim Agent
The Misadventures of a Claim Agent (o A Claim Agent's Misadventure) è un cortometraggio muto del 1912 diretto da Allan Dwan

## Produzione
Il film fu prodotto dalla Flying A (American Film Manufacturing Company).

## Distribuzione
Distribuito dalla Motion Picture Distributors and Sales Company, il film uscì nelle sale cinematografiche USA il 4 gennaio 1912.
Nelle proiezioni, veniva programmato con il sistema dello split reel, accorpato in un'unica bobina con un altro cortometraggio prodotto dalla Flying A, il documentario Broncho Busting for 'Flying A' Pictures.